# Восточний (Новокузнецький район)
Восто́чний (рос. Восточный) — селище у складі Новокузнецького району Кемеровської області, Росія. Входить до складу Красулинського сільського поселення.

## Населення
Населення — 69 осіб (2010; 75 у 2002).
Національний склад (станом на 2002 рік):
- росіяни — 95 %